# 황현식
황현식(1962년~)은 대한민국의 기업인이다. 현재 LG유플러스의 대표이사 사장을 역임하고 있다. 2024년 11월 이후로 대표직에서 사임했다.

## 출신 학교
- 부평고등학교
- 한양대학교 산업공학과 학사

## 주요 경력
- 前 LG유플러스 대표이사 사장